# Luschki (Kaliningrad, Selenogradsk)
Luschki (russisch Лужки, deutsch Kiauten) ist ein Ort in der russischen Oblast Kaliningrad. Er gehört zur kommunalen Selbstverwaltungseinheit Stadtkreis Selenogradsk im Rajon Selenogradsk.

## Geographische Lage
Luschki liegt 20 Kilometer nördlich der Stadt Kaliningrad (Königsberg) und zwei Kilometer östlich von Muromskoje (Laptau) und ist über die russische Fernstraße A 191 (ehemalige deutsche Reichsstraße 128) erreichbar. Nordöstlich des Ortsrandes verläuft der Primorskoje Kolzo (Küstenautobahnring). Muromskoje ist die nächste Bahnstation an der Bahnstrecke Kaliningrad–Selenogradsk–Pionerski (Königsberg–Cranz–Neukuhren).

## Geschichte
Das bis 1946 Kiauten genannte Dorf gehörte ab 1874 zum Amtsbezirk Laptau (heute russisch: Muromskoje) im Landkreis Fischhausen – von 1939 bis 1945 Landkreis Samland – im Regierungsbezirk Königsberg der preußischen Provinz Ostpreußen. Der Landgemeinde Kiauten eingegliedert waren die Ortschaften Adlig Heyde, Palwe Kiauten, Steinitten (russisch: Nowoje) und – ab 1884 – Samuelshof. Die Zahl der Einwohner betrug im Jahre 1910 insgesamt 157.
Am 1. Januar 1929 gab Kiauten seine Eigenständigkeit auf und schloss sich mit der Landgemeinde Laptau (Muromskoje), dem Gutsbezirk Laptau und dem Vorwerk Nuskern (Besymjanka) (aus dem Amtsbezirk Wosegau (Wischnjowoje)) zur neuen Landgemeinde Laptau zusammen.
In der Folge des Zweiten Weltkrieges kam Kiauten innerhalb des nördlichen Ostpreußen zur Sowjetunion. Der Ort erhielt im Jahr 1950 die russische Bezeichnung „Luschki“ und wurde gleichzeitig dem Dorfsowjet Nowoselski selski Sowet im Rajon Gurjewsk zugeordnet. Später gelangte der Ort in den Muromski selski Sowet im Rajon Selenogradsk. Von 2005 bis 2015 gehörte Luschki zur Landgemeinde Kowrowskoje selskoje posselenije und seither zum Stadtkreis Selenogradsk.

## Kirche
Kiauten war mit seiner mehrheitlich evangelischen Bevölkerung bis 1945 in das Kirchspiel Laptau (heute russisch: Muromskoje) eingepfarrt, das zum Kirchenkreis Königsberg-Land II in der Kirchenprovinz Ostpreußen der Kirche der Altpreußischen Union gehörte. Letzter deutscher Geistlicher war Pfarrer Alexander Ogilvie. Heute liegt Luschki im Einzugsbereich der in den 1990er Jahren neu entstandenen evangelisch-lutherischen Gemeinde der Stadt Selenogradsk (Cranz), einer Filialgemeinde der Auferstehungskirche in Kaliningrad (Königsberg) in der Propstei Kaliningrad der Evangelisch-lutherischen Kirche Europäisches Russland.